# Sára Salkaházi
Blahoslavená Sára Salkaházi (do roku 1942 Sára Schalkház; 11. května 1899, Košice – 27. prosince 1944, Budapešť) byla katolická novinářka, spisovatelka a řeholnice z Institutu Sester sociální pomoci, zavražděná maďarskými nacisty pro ukrývání Židů.
Za druhé světové války založila a vedla v Budapešti řádový Dům pro pracující ženy, ve kterém sestry ukrývaly Židy. Jedna z civilních zaměstnankyň domu je udala nacistům ze Strany Šípových křížů, kteří dům prohledali a odvlekli sestru Salkaházi i s několika dalšími lidmi. Ještě týž den je pak všechny postříleli a naházeli do Dunaje.
Památník Jad Vašem ji v roce 1969 prohlásil za Spravedlivou mezi národy a papež Benedikt XVI. ji v roce 2006 prohlásil za blahoslavenou. Její památka se slaví 27. prosince.

## Život

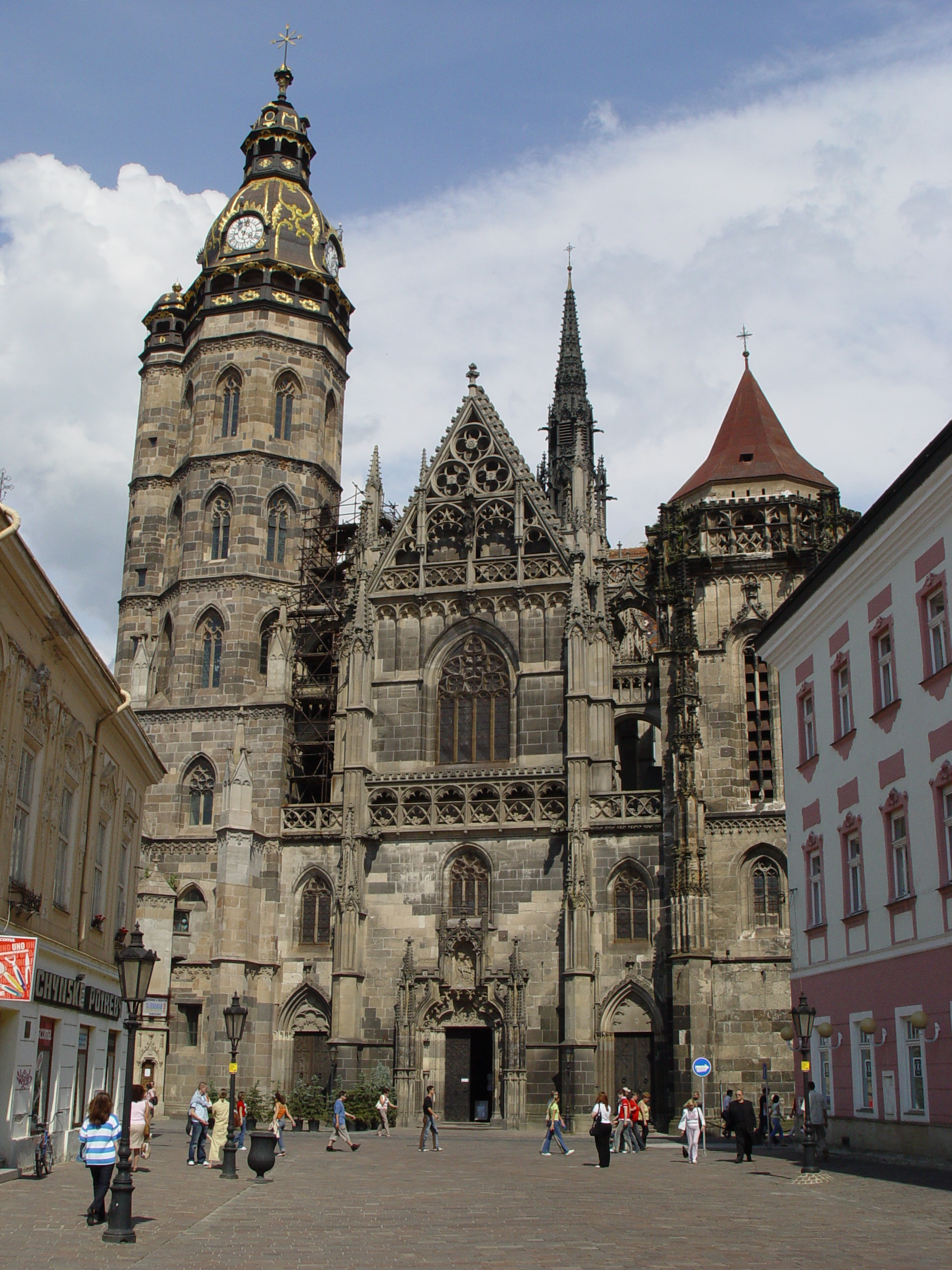
Katedrála svaté Alžběty v Košicích, v níž byla Sára Schalkházi pokřtěna.

Sára Schalkházi se narodila v Košicích v hotelu Schalkház jako druhé ze tří dětí hoteliéra Leopolda Schalkháze a jeho ženy Klotildy. Rodina měla německé kořeny a mluvilo se v ní maďarsky. Pokřtěna byla 11. června 1899 v katedrále svaté Alžběty. Otec Sáře zemřel, když jí byly dva roky, vyrostla v inteligentní, temperamentní a legraci milující samostatnou dívku, která si dle svého bratra hrála spíše s chlapci než děvčaty. Měla literární nadání, jako „náctiletá“ psala divadelní hry.
Po základní škole vystudovala Košický učitelský ústav a stala se učitelkou. Učila však jen jediný rok, po vzniku Československa toto povolání musela opustit, protože odmítla přísahat věrnost novému státu. Nejprve se vyučila knihvazačství a posléze se uchytila jako novinářka píšící do maďarských periodik. Vstoupila do Národní křesťansko-socialistické strany Československa, byla členem jejího vedení a redaktorkou stranických novin. Zaměřovala se zejména na sociální problémy žen.
V letech 1922-1923 byla několik měsíců zasnoubená, nicméně poté zásnubní prsten vrátila, protože dospěla k závěru, že život v manželství pro ní není. Tehdy taky poprvé začala zvažovat možnost, že by ji Bůh povolal k zasvěcenému životu.
V roce 1927 se seznámila se Společností Sester sociální pomoci v Košicích a o rok později absolvovala jejich sociální kurz. V roce 1929 si podala žádost o přijetí do Společnosti. Tam byla přijata, i když její moderní styl života a těžká kuřácká závislost do stylu Společnosti zrovna nezapadaly. Sára uznala, že se bude muset v tomto ohledu změnit a poměrně rychle kouřit přestala. Noviciát nastoupila v únoru 1929 v Szegváru. Část z něj strávila v Košicích, kde organizovala charitní akce, první sliby ale už skládala o svatodušních svátcích roku 1930 opět v Szegváru. Jako motto si zvolila „Alleluja!“
Na podzim roku 1932 byla přeložená do Komárna, kde dělala totéž, co v Košicích, nicméně za mnohem složitějších podmínek, navíc krom organizování charity vedla kuchyni pro děti, působila jako katechetka (26 vyučovacích hodin týdně) a redigovala časopis Katolícka žena. V roce 1934 se krajně vyčerpaná vrátila do Košic. Její představené vyhodnotily její duševní rozpoložení jako nejistotu ohledně povolání a odložily její věčné sliby. Sára musela v mnoha ohledech čelit jejich nepochopení, což ji někdy dost zraňovalo.
Později se doslechla, že maďarští benediktinští misionáři hledají sestry, které by šly k nim vypomáhat na misie a podala si žádost, aby tam mohla odejet. Sestra Margita Slachtová, generální představená, tu volbu schválila a povolala ji do mateřského domu do Budapešti, aby se zde na tuto misi připravila. Postupem času ale z cesty sešlo, jednak to znemožnila zuřící druhá světová válka, jednak válka v Evropě vedla k tomu, že sestry měly plné ruce práce doma.
Sestra Sára složila věčné sliby na svatodušní svátky v roce 1940. Její nové motto znělo „Alleluia! Ecce ego, mitte me!“ (Aleluja! Zde jsem, vyšli mne!). V roce 1941 se stala národní ředitelkou maďarského Hnutí katolických pracujících žen. Založila první vysokou školu pro pracující ženy v Maďarsku a v Budapešti Dům pro pracující ženy. V roce 1942 si na protest proti postupujícímu pronikání nacismu a podlézavosti k Němcům ve společnosti pomaďarštila příjmení na Salkaházi.
Válečná situace i politické klima v Maďarsku se stále zhoršovaly, v roce 1943 se Sára rozhodla, že „obětuje svůj život Bohu pro případ, pokud by nastala doba pronásledování Církve, Společnosti a sester“. Se souhlasem a v přítomnosti představených tak učinila v kapli svatého Ducha v mateřském klášteře koncem roku. Někdy v této době napsala též hru o sv. Markétě Maďarské (svatořečené v roce 1943), hrála se však pouze jednou, protože po převzetí moci nacisty už byly další reprízy (vlastně veškerá náboženská produkce) zakázány.
V té době již Společnost stále více ukrývala Židy, sháněla jim jídlo, ubytování, úkryty a falešné doklady. Odhaduje se, že Společnost zachránila život asi tisícovce Židů, přičemž asi stovka z nich přežila díky projektům, které organizovala sestra Sára. Ta zejména vedla již zmíněný řádový Dům pro pracující ženy, v němž některé Židy ukrývala a který i jinak hrál při záchraně Židů klíčovou roli. Dům však měl i civilní zaměstnankyně a jedna z nich sestry udala. „nyilašovci“ (ozbrojené oddíly maďarské nacistické Strany Šípových křížů) dům obklíčili, prohledali a perlustrovali všechny osoby, co v něm byly. Nalezli několik osob s padělanými doklady, které zadrželi. Sestra Sára byla v tu chvíli mimo dům a mohla uprchnout, ale protože věděla, že nacisté budou hledat nějakou zodpovědnou osobu (a tou byla ona jakožto ředitelka domu), vrátila se a vzala na sebe veškerou zodpovědnost.

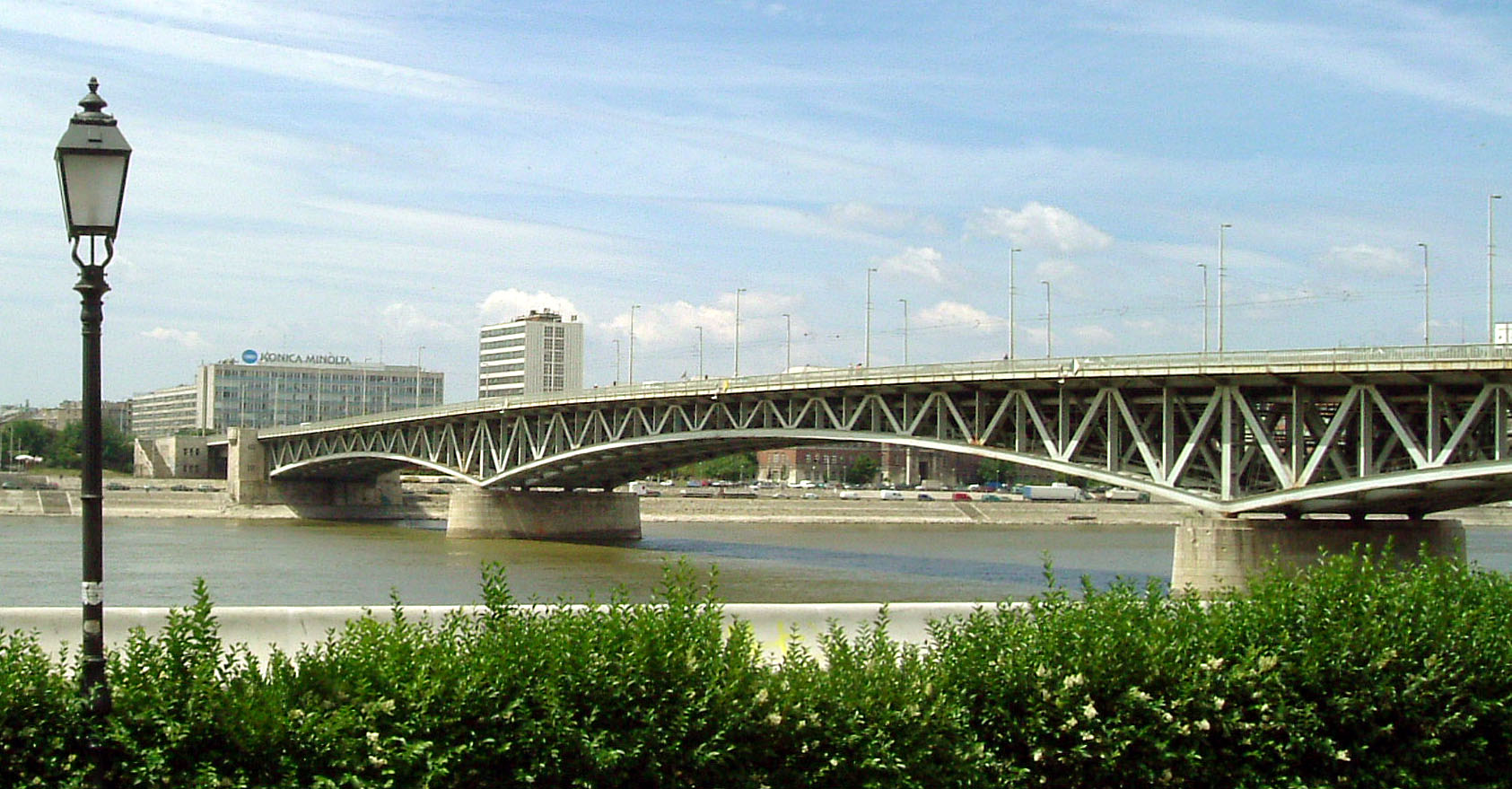
Petöfiho most, u kterého byla Sára Salkaházi zavražděna a hozena do Dunaje

Nacisté ji odvlekli a podle svědectví očitého svědka týž den večer, svlečenou do naha, u Petöfiho mostu spolu s několika dalšími lidmi zastřelili a hodili do vod Dunaje. Její tělo se nikdy nenašlo. Před smrtí sestra Sára poklekla tváří k vrahům a s obličejem zdviženým k nebi se pokřižovala. Žádná z dalších sester popravená nebyla.

## Posmrtné pocty

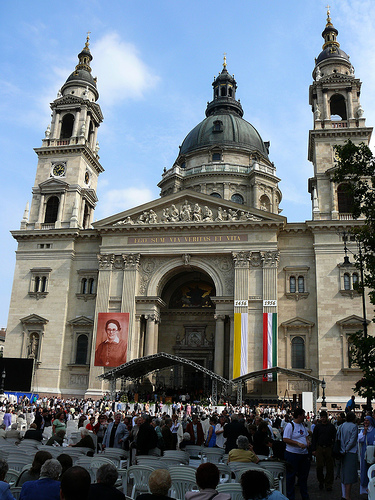
Slavnostní budapešťské vyhlášení Sáry Salkaházi blahoslavenou, katedrála sv. Štěpána, 17. září 2006.

Památník Jad Vašem prohlásil v roce 1972 Sáru Salkaházi za spravedlivou mezi národy.
Papež Benedikt XVI. ji 24. dubna 2006 prohlásil blahoslavenou, blahoslavení oznámil a beatifikační mši v Budapešti (17. září téhož roku) předsedal kardinál Péter Erdő.

## Dílo
- Čierna píšťala (1926, Sbírka povídek)
- Sv. Markéta Maďarská (1943, divadelní hra)